# Justin Martínez
Justin Martinez (nascut el 14 de juliol de 1980) és un director de cinema, director de fotografia, artista d'efectes visuals, escriptor i productor estatunidenc. És co-creador de Radio Silence, conegut pel seu treball a les pel·lícules V/H/S, Devil's Due i Southbound.

## Biografia

### Radio Silence
El 2011, Martínez va formar Radio Silence amb Tyler Gillett, Matt Bettinelli-Olpin i Chad Villella El grup va codirigir i coescriure el segment 10/31/98 del llargmetratge. V/H/S. Radio Silence va dirigir un segment de V/H/S després que el productor Brad Miska veiés Mountain Devil Prank Fails Horribly, un curt de metratge trobat que Martinez va crear amb el grup Chad, Matt & Rob. V/H/S fou estrenada el 2012 al Festival de Cinema de Sundance Va ser estrenat en cinemes per Magnolia Pictures l'octubre de 2012.
El 2013, Radio Silence va fer Devil's Due per a 20th Century Fox. La pel·lícula va ser produïda per John Davis i estrenada en cinemes el gener de 2014 a un públic mundial. Martínez és acreditat com a productor executiu, director de fotografia i supervisor d'efectes visuals de la pel·lícula.
El 2015, la seva pel·lícula Southbound es va estrenar al Festival Internacional de Cinema de Toronto. La pel·lícula va ser recollida per a la distribució per the Orchard per al seu llançament al febrer de 2016.
El 2020, Martínez va coproduir la sèrie d'animació de Facebook Watch Woman In the Book, que es va inspirar en el seu curtmetratge del 2016 amb el mateix nom. El curt original va ser escrit i dirigit per ell per a CryptTV i produït per Allison Vanore.
L'any 2021, Martínez va rebre una nominació als 47è premis Daytime Emmy en la categoria de títol principal destacat i disseny gràfic per a un programa d'imatge real.
El juliol de 2024 es va confirmar
dirigir un segment de V/H/S/Beyond, que es va estrenar exclusivament a Shudder el 4 d'octubre de 2024.

## Filmografia
- V/H/S (2012)
- Devil's Due (2014)
- Southbound (2015)
- V/H/S/Beyond (2024)[22] segment: Live and Let Dive